# مالكوم بويد (منافس ألعاب قوى)
مالكوم بويد (بالإنجليزية: Malcolm Boyd)‏ هو منافس ألعاب قوى أسترالي، ولد في 6 سبتمبر 1896، وتوفي في 1960.

## وصلات خارجية
- مالكوم بويد على موقع النتائج التاريخية لألعاب القوى الأسترالية (الإنجليزية)
- مالكوم بويد على موقع أوليمبيديا (الإنجليزية)
- مالكوم بويد على موقع اللجنة الأولمبية الأسترالية (الإنجليزية)